# Демі-Лей Нель-Петерс
Демі-Лей Нель-Петерс (англ. Demi-Leigh Nel-Peters) — південноафриканська модель, переможниця конкурсу «Міс Всесвіт 2017». Друга в історії конкурсу переможниця з ПАР після Маргарет Гардінер, що стала Міс Всесвіту в 1978 році.

## Ранні роки і особисте життя
Демі-Лей Нель-Петерес народилася 28 липня 1995 року в місті Седжфілд в Західно-Капській провінції в сім'ї Енн-Марі Стінкамп і Бенні Петерса. У неї є рідна молодша сестра Франьє з інвалідністю з народження. Нель-Петерес закінчила Північно-Західний університет зі ступенем бакалавра з управління бізнесом. Вільно володіє англійською та африкаанс.

## Конкурси

### Міс ПАР 2017
Нель-Петерс почала кар'єру з перемоги в конкурсі краси «Міс ПАР 2017», в якому представляла Західно-Капську провінцію. Ця перемога дала їй право представляти ПАР в конкурсах «Міс світу 2017» і «Міс Всесвіт 2017», але через те, що дати конкурсів співпали, вона змогла взяти участь у конкурсі «Міс Всесвіт», який відбувся у Лас-Вегасі.

### Міс Всесвіт 2017
Після перемоги в конкурсі «Міс ПАР», Нель-Петерс називали головною претенденткою на корону «Міс Всесвіт 2017». Здобувши перемогу, Нель-Петерс отримала корону «Міс Всесвіт» з рук минулорічної переможниці — француженки Іріс Міттенар. Нель-Петерс стала другою в історії переможницею конкурсу з ПАР після Маргарет Гардінер, що перемогла в 1978 році.
В ході конкурсу Стів Гарві запитав Нель-Петерс: «Яким зі своїх особистих якостей Ви пишаєтеся найбільше, і як Ви будете використовувати цю якість як Міс Всесвіт?» Нель-Петерс відповіла, що «потрібно бути впевненою в собі як особистості. Міс Всесвіт — це жінка, яка перемогла в собі безліч страхів і тому здатна допомогти іншим жінкам подолати їх страхи. Вона — жінка, у якої ніколи не можна попросити занадто багато, і я думаю, що я саме така людина». Нель-Петерс також заявила про бажання використовувати свій курс індивідуальної самооборони для того, щоб допомогти якомога більшій кількості жінок, і висловилася проти дискримінації жінок на робочому місці, вказавши на несправедливість нижчої оплати жіночої праці.

## Покликання
- Міс ПАР [Архівовано 3 травня 2020 у Wayback Machine.]